# John Francis Campbell

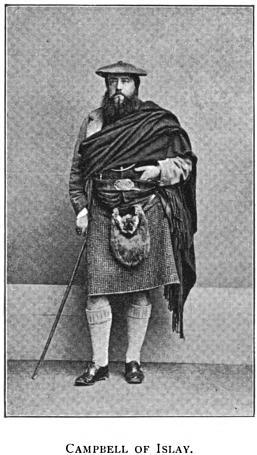
John F. Campbell de Islay, famoso coleccionista de cuentos populares

John Francis Campbell ( gaélico escocés : Iain Frangan Caimbeul ; Islay, 29 de diciembre de 1821) – Cannes, 17 de febrero de 1885), también conocido como el Joven John de Islay ( gaélico escocés : Iain Òg Ìle ) fue un autor y estudioso escocés especializado en estudios celtas, considerado una autoridad en la materia.

## Primeros años de vida
John Francis Campbell nació en Islay el 29 de diciembre de 1821, hijo de Lady Eleanor Charteris (1796–1832), hija mayor de Francis Wemyss Charteris Douglas, y Walter Frederick Campbell de Islay (1798–1855), diputado por Argyll.   Campbell era descendiente (tataranieto) de Daniel Campbell de Shawfield, quien había comprado Islay a los Campells de Cawdor, por £ 12.000 en 1726.  Su educación significó que hablaba gaélico con fluidez. 
Campbell era el heredero de su padre, pero cuando los acreedores obligaron a la isla de Islay a ser administrada, su familia abandonó la isla en 1847. Después de la muerte de su padre, fue conocido como Campbell de Islay, aunque la isla ya había sido vendida.

## Educación y carrera temprana
Campbell se educó en Eton y en la Universidad de Edimburgo.
Fue llamado al colegio de abogados del Inner Temple en 1851 y nombrado secretario privado de George Campbell, octavo duque de Argyll, Lord Privy Seal, en 1853. Fue subsecretario de la Junta General de Salud en 1854 y se convirtió en secretario de la Comisión Real de Faros de Trinity House en Londres en 1859. En 1861 fue novio de cámara privada . 

## Estudios celtas
Campbell era conocido como una autoridad en el folclore celta y la cultura de los pueblos gaélicos.

### Trabajo de campo y Cuentos Populares del Altiplano Occidental

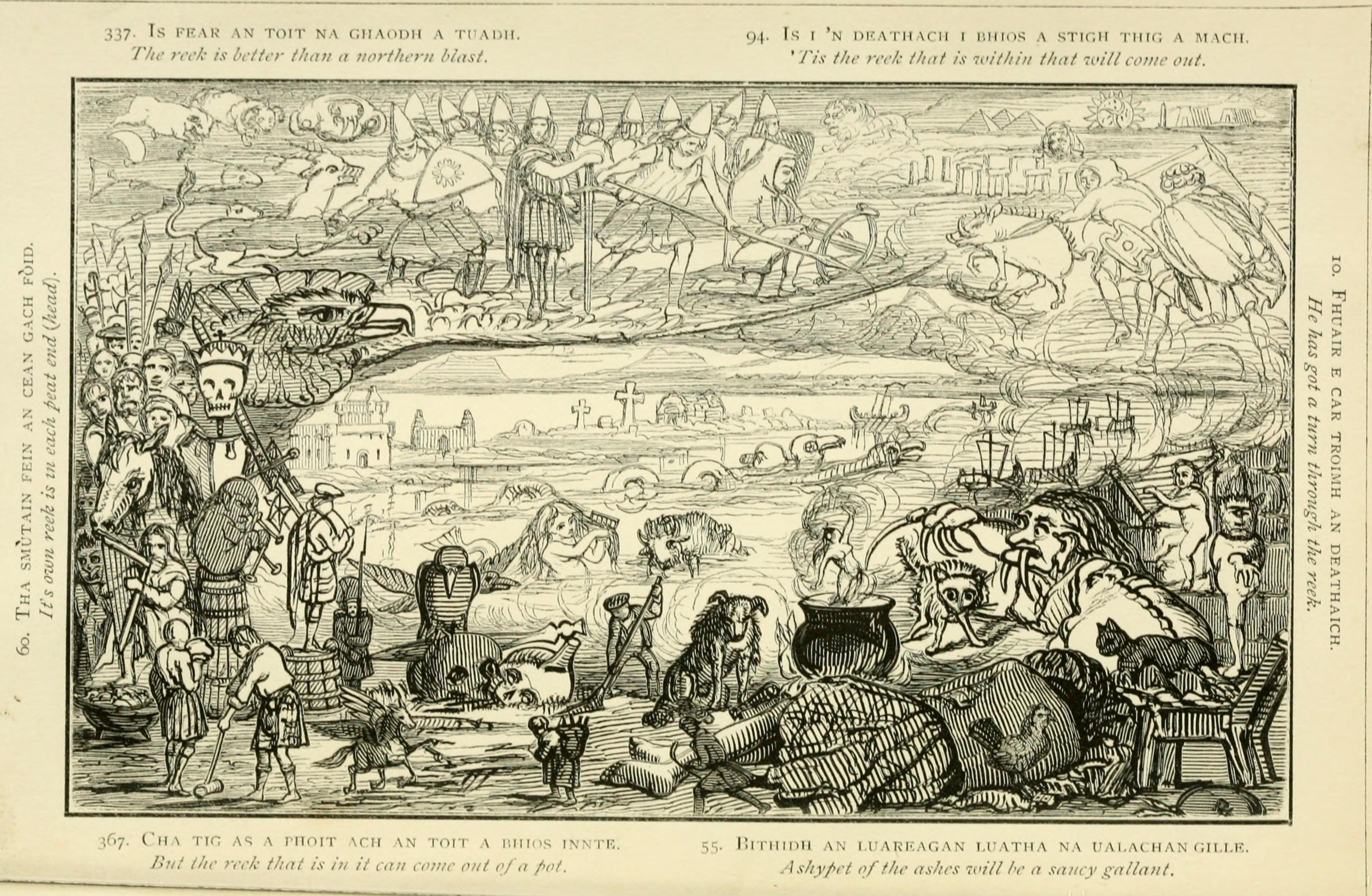
Ilustración de Cuentos populares de las Tierras Altas del Oeste

Su obra publicada más conocida es el bilingüe Cuentos populares de las Tierras Altas del Oeste (4 vols., 1860-1862). Richard Dorson ha comparado su logro con el de los cuentos de hadas de los hermanos Grimm . 
Sus orígenes se encuentran en Cuentos populares de los nórdicos (1859) de su amigo George Webbe Dasent . Al leer el libro de Dasent, Campbell se dio cuenta de que había escuchado versiones gaélicas de algunas de las historias cuando era joven. Organizó un extenso trabajo de campo para recopilar cuentos gaélicos y editó parte del corpus resultante para su publicación: una parte sustancial de la investigación permaneció inédita en ese momento.  Dedicó Cuentos populares de las Tierras Altas del Oeste al marqués de Lorne, hijo de George Campbell, octavo duque de Argyll. Entre los reclutas del equipo recolector de Campbell se encontraba Alexander Carmichael .  Campbell, junto con otros, influyó en el folclorista irlandés Patrick Kennedy . 
Campbell apoyó el interés de Francis James Child en recopilar baladas tradicionales de varias maneras, desde enviar baladas recopiladas a través del trabajo de campo hasta proporcionar presentaciones. 

### Leabhar na Feinne
En 1872, Campbell publicó por su cuenta Leabhar na Feinne, una colección de baladas heroicas extraídas de manuscritos conservados en bibliotecas, pero, para su disgusto, este esfuerzo no tuvo éxito.

### El mito del dragón celta
El mito del dragón celta se publicó póstumamente en 1911.  Campbell había comenzado el trabajo preliminar sobre El mito del dragón celta en 1862, y el trabajo se intensificó desde 1870 hasta 1884. Después de la muerte de Campbell en 1885, el destacado erudito gaélico George Henderson contribuyó con algunos trabajos de traducción, proporcionó una introducción y completó la edición del manuscrito para su eventual publicación en 1911.

### Otros trabajos
- Un vagabundo americano pequeño en el otoño de 1864 (1865) [14]
- Escarcha y fuego: motores naturales, marcas de herramientas y astillas (1865, 2 vols.) [15] [16]
- Mis notas circulares: extractos de diarios, cartas enviadas a casa, notas geológicas y de otro tipo, escritas mientras viajaba hacia el oeste alrededor del mundo, del 6 de julio de 1874 al 6 de julio de 1875 (1876) [17]
- Canntaireachd: Música articulada (1880) [18]
- Termografía (1883). [19] Campbell mantuvo un interés durante toda su vida por las ciencias, especialmente la geología y la meteorología . Inventó el registrador meteorológico de luz solar o termógrafo que lleva su nombre como registrador Campbell-Stokes.[5][2]

Editó para su publicación la obra de su difunto padre Life in Normandy, Sketches (1863).  

## Viajes
Campbell viajó extensamente por las Tierras Altas y las Islas de Escocia con sus escribas, registrando escrupulosamente cuentos de West Highland, baladas fenianas, canciones, encantos y anécdotas.
Dominaba el gaélico, el danés, el noruego, el sueco, el lapón, el italiano, el español y el alemán.[cita requerida]. Viajó mucho, especialmente por Europa y Escandinavia. [21] En 1874 se embarcó en una gira mundial de un año de duración que lo llevó a América, Japón, China, Java, Ceilán y la India. Campbell conocía a Colin Alexander McVean, un ingeniero escocés contratado por Obras Públicas de Japón como topógrafo jefe, y visitó lugares de interés alrededor de Tokio con McVean a finales de 1874, incluido Nikko . Durante la observación del tránsito de Venus por parte del gobierno Meiji el 9 de diciembre de 1874, supervisó un teodolito en el sitio de la colina Gotenyama en Tokio. Viajó por la parte central de Honshu hasta Kioto y luego abandonó Japón desde Kobe en febrero de 1875.  Compró antigüedades japonesas y las mostró en Londres a amigos, entre ellos Frank Dillion .

## Vida posterior

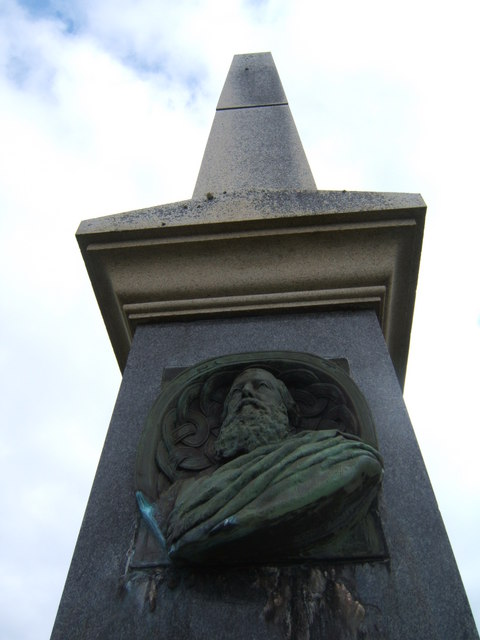
Monumento cerca de Bridgend, Islay

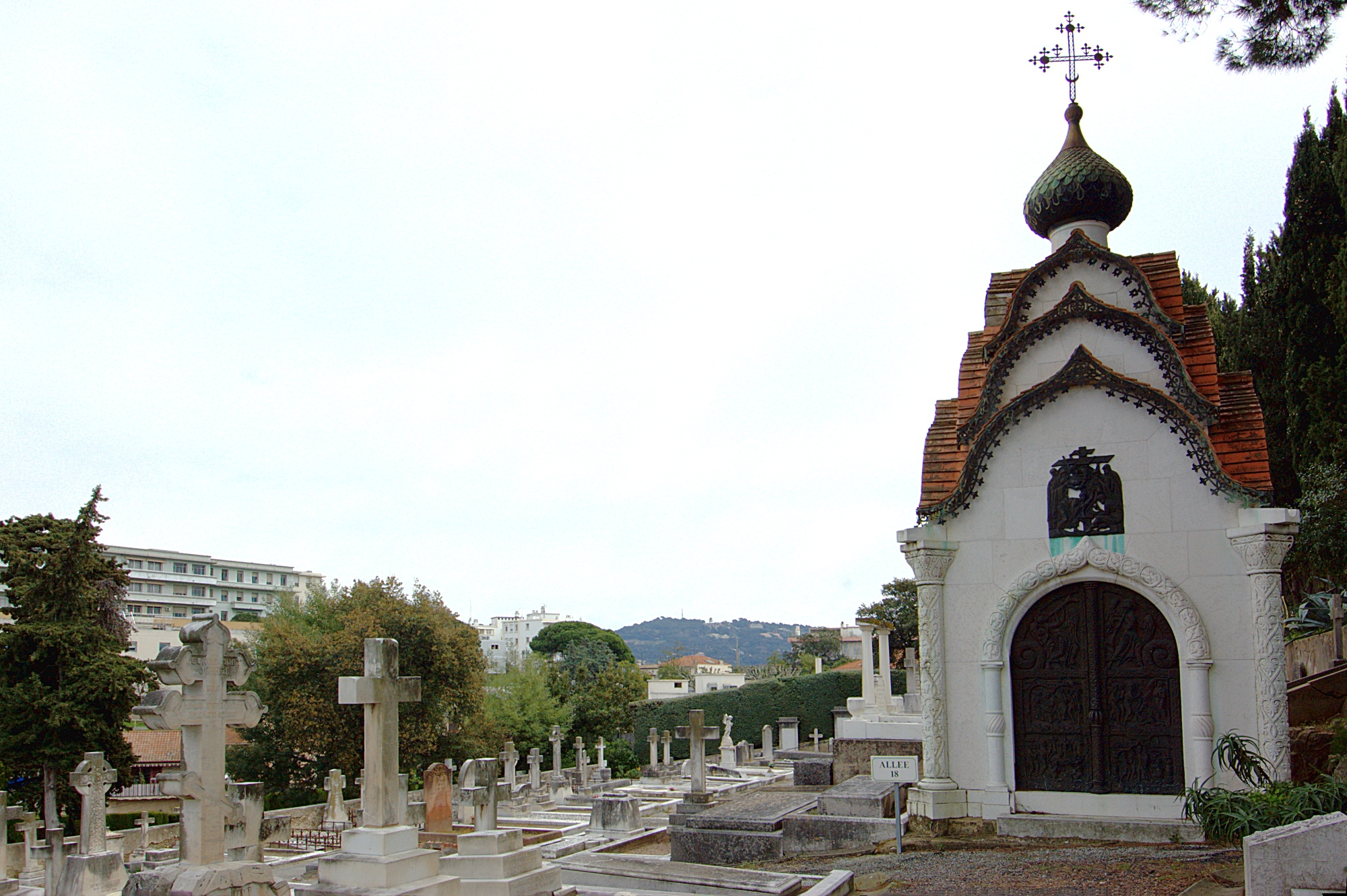
Tumba de John Francis Campbell, extremo izquierdo

Está enterrado bajo una réplica de la preciada Cruz de Kildalton de Islay en el cementerio Grand Jas (le cimetière "du Grand Jas") en Cannes . 
Campbell nunca se casó.